# Duonfla
Duonfla est une localité du centre-ouest de la Côte d'Ivoire, et appartenant au département de Bouaflé, dans la Région de la Marahoué. La localité de Duonfla est un chef-lieu de commune.